# آلفا توکان
آلفا توکان یک ستاره است که در صورت فلکی توکان قرار دارد.